# Erigone svenssoni
Erigone svenssoni là một loài nhện trong họ Linyphiidae.
Loài này thuộc chi Erigone. Erigone svenssoni được Herman Theodor Holm miêu tả năm 1975.